# Skagerrak (Schiff, 1928)
Das Tankschiff Skagerrak der  Reederei John T. Essberger war das zweite 1928  von den Schichau-Werken für die Reederei fertiggestellte Motorschiff.
1940 wurde das Schiff im Rahmen des Unternehmens „Weserübung“ als Teil der sogenannten „Tankerstaffel“ eingesetzt und sollte nach Trondheim gehen. Der im südlichen Nordmeer in See stehende Tanker wurde am 14. April 1940 von seiner Besatzung versenkt, als der britische  Schwere Kreuzer Suffolk  es entdeckte und verfolgte.

## Geschichte derSkagerrak
Die Skagerrak war der zweite bei Schichau für deutsche Rechnung gebaute Motortanker nach dem Schwesterschiff Kattegat.

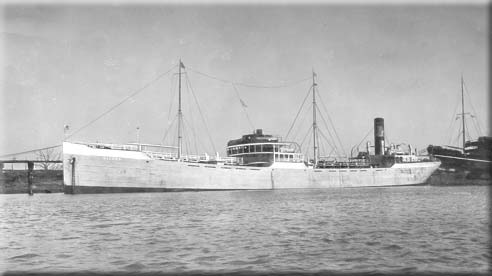
Sildra, das erste Tankmotorschiff der Schichau-Werke

Am 28. Juni 1928 lief die 8500 t tragende Skagerrak auf der Schichau-Werft in Danzig sechs Monate nach dem Schwesterschiff Kattegat vom Stapel, das seit März 1928 von der Atlantic Tank Rhederei GmbH bereits eingesetzt wurde. Am 14. November 1928 wurde dann die Skagerrak abgeliefert, die fast identisch mit dem Schwesterschiff war. Auch sie wurde von einem bei Schichau in Lizenz gefertigten 6-Zylinder Sulzer-Dieselmotor 6S68 von 2700 PS angetrieben, wie in auch 1927 drei norwegische 10.500-t-Tanker erhalten hatten.

Die auftraggebende Reederei besaß mit den zwei Schichau-Schiffen und drei sehr ähnlichen Tankern von der AG Weser mit 6-Zylinder MAN-Dieselmotoren insgesamt fünf moderne Tanker.

Die anfangs in Bremen registrierte Reederei wechselte 1931 nach Hamburg und wurde schließlich 1936 zur Einzelfirma  John T. Essberger.
Von ihrer letzten Reise im Frieden traf die Skagerrak am 16. August 1939 aus Aruba in Hamburg ein.

### Kriegseinsatz
Ein geplanter Umbau der Skagerrak für den Einsatz durch die Kriegsmarine wurde Ende Oktober 1939 bei Blohm & Voss in Hamburg durchgeführt. Als Ölschiff 3 "SKAGERRAK kam das Schiff zum Trossschiffverband in Wilhelmshaven.
1940 wurde das Schiff im Rahmen des Unternehmens „Weserübung“ als Teil der sogenannten „Tankerstaffel“ eingesetzt, die aus vier großen und fünf kleinen Tankern unter 900 BRT bestand. Die Skagerrak sollte mit 6000 m³ Heizöl, 575 to. Destillat, 40 to. Turbinenschmieröl, 20 to. Motorenschmieröl, 560 m³ Treiböl für U-Boote und Proviant für 10 kleine U-Boote nach Trondheim gehen.

Die Skagerrak verließ am 4. April einen Tag nach dem Schwesterschiff Wilhelmshaven und stand am 10. April 1940 auf einem vereinbarten Treffpunkt im südlichen Nordmeer, um Schlachtschiffe und Kreuzer versorgen zu können.  Am Vormittag des 14. April stand sie auf einer Trefflinie für die aus Trondheim ins Reich zurücklaufenden Zerstörer, als sie vom britischen Kreuzer Suffolk entdeckt wurde. Um einer drohenden Aufbringung zu entgehen, versenkte die Besatzung ihr Schiff auf der Position. 65° 5′ 0″ N, 8° 0′ 0″ O selbst.